# Metacynorta longipes
Metacynorta longipes is een hooiwagen uit de familie Cosmetidae.